# Martin Persch
Martin Persch (né le 15 février 1948 à Linz am Rhein et mort le 25 décembre 2013 à Trèves) est un théologien et historien catholique allemand. De 1987 à 2013, il dirige les archives du diocèse de Trèves.

## Biographie
Martin Persch étudie la théologie catholique à Trèves et Ratisbonne, entre autres avec Joseph Ratzinger. En 1978, il commence sa formation de deux ans en service d'archives ecclésiastiques dans les archives du diocèse de Trèves. En 1987, il obtient son doctorat avec une thèse sur le recueil de cantiques du diocèse de Trèves. La même année, il succède par intérim à l'archiviste de l'évêché de Trèves, Alois Thomas (de). En 1989, il prend la direction des archives. Il prend sa retraite en avril 2013 et est décédé quelques mois plus tard. Il est marié et a trois enfants.
La liste des publications de Persch comprend plus de 600 titres, qui traitent principalement de l'histoire de l'(archi)diocèse de Trèves. Au cours de son service d'archiviste, les archives du diocèse de Trèves sont fondamentalement modernisées et agrandies par une succursale. Persch se préoccupe avant tout de sécuriser et de reprendre les archives paroissiales qui ne pouvaient plus rester à leur emplacement d'origine en raison de la diminution du nombre de prêtres, de la fusion des paroisses et de la vente des anciens presbytères.
Martin Persch écrit de nombreux articles dans le Biographisch-Bibliographisches Kirchenlexikon (BBKL).